# Geografia electoral
La geografia electoral és una branca de la geografia, i més precisament de la geografia política, que estudia els resultats electorals d'una regió, comunitat o país; d'una distribució espacial concreta. Així es poden discernir les dinàmiques electorals de cada país. El seu estudi dataria ja del segle xix i involucra alhora geografia, política i sociologia. Per exemple, segons el geògraf francès André Siegfried, a França la declinació del vot cap a la dreta o esquerra té molt a veure amb si la zona analitzada presenta una població més o menys allunyada entre ella, si el sòl és més o menys ric. Així, aquelles zones en què la població es reparteix de manera més llunyana, amb un sòl poc fructífer i sota un model de família tradicional tindria tendència a votar la dreta, mentre que l'escenari contrari fa que la gent entri més aviat en una dinàmica coperativista, fent doncs que es tendeixi a votar a l'esquerra. Al llarg dels segles diferents geògrafs han anat ampliant els coneixements en aquest camp.